# Tsjavdar Jankov
Tsjavdar Kirilov Jankov (Bulgaars: Чавдар Кирилов Янков) (Sofia, 29 maart 1984) is een Bulgaarse voetballer (middenvelder) die sinds 2012 voor Slavia Sofia uitkomt. Voordien speelde hij onder meer voor Hannover 96.

## Interlandcarrière
Sinds 2004 speelde Jankov 24 interlands voor de Bulgaarse nationale ploeg, daarin kon hij vijf keer scoren.